# عزلة وادعة (صعدة)

تعديل مصدري - تعديل

عزلة وادعة هي إحدى عزل مديرية الصفراء في محافظة صعدة اليمنية ويبلغ تعداد سكانها 15626 نسمة حسب التعداد السكاني في اليمن لعام 2004.